# SUPer Surfers Challenge Poreč – Lanterna
SUPer Surfers Challenge Poreč – Lanterna je prva hrvatska SUP utrka Elite ranga, prva SUP utrka u Hrvatskoj na kojoj su se natjecali profesionalni veslači na dasci, prva hrvatska SUP utrka u Euro Tour kalendaru.

## Lista pobjednika
Rang
2014.-... SUP Elite
2016.-?? SUP Euro Tour
Kazalo:
* E označava broj natjecatelja u elitnoj kategoriji od ukupnog broja
| Izdanje | Duljina [km] | Broj * natjecatelja | Broj * natjecatelja | Elite (ukupna konkurencija) | Elite (ukupna konkurencija) | Elite (ukupna konkurencija) | Elite (ukupna konkurencija) | Elite (ukupna konkurencija) | Elite (ukupna konkurencija) | Elite (ukupna konkurencija) | Elite (ukupna konkurencija) | Elite (ukupna konkurencija) |
| ------- | ------------ | ------------------- | ------------------- | --------------------------- | --------------------------- | --------------------------- | --------------------------- | --------------------------- | --------------------------- | --------------------------- | --------------------------- | --------------------------- |
| Izdanje | Duljina [km] | Broj * natjecatelja | Broj * natjecatelja | Pobjednik                   | Pobjednik                   | # 2                         | # 3                         | UP                          | Pobjednica                  | Pobjednica                  | # 2                         | # 3                         |
| Izdanje | Duljina [km] | M                   | Ž                   | Paddler                     | MP [min]                    | # 2                         | # 3                         | UP                          | Paddlerica                  | MP [min]                    | # 2                         | # 3                         |
| 2020.   |              |                     |                     | Nepoznata kratica »«        | +                           | Nepoznata kratica »«        | Nepoznata kratica »«        |                             | Nepoznata kratica »«        | +                           | Nepoznata kratica »«        | Nepoznata kratica »«        |
| 2019.   | 18           | ? (?E)              | ? (?E)              | Filippo Mercuriali          | +                           | Paolo Marconi               | Davide Ionico               |                             | Susak Molinero (2)          | +                           | Natalija Fon Boštjančič     | Maja Dolžan                 |
| 2018.   | 14,5         | ? (?E)              | ? (?E)              | Davide Ionico (2)           | +1:59                       | Filippo Mercuriali          | Francesco Mazzei            |                             | Laura Bartl                 | +1:50                       | Neža Jarc                   | Natalija Fon Boštjančič     |
| 2017.   | 14           | ? (20E)             | ? (6E)              | Leonard Nika                | +1:38                       | Paolo Marconi               | Peter Bartl                 |                             | Susak Molinero              | +2:05                       | Manca Notar                 | Laura Bartl                 |
| 2016.   | 14,5         | ? (?E)              | ? (?E)              | Michael Booth               | +2:21                       | Connor Baxter               | Bruno Hasulyo               |                             | Fiona Wylde                 | +                           | Manca Notar                 | Erika Barausse              |
| 2015.   | 13,5         | ? (23E)             | ? (4E)              | Davide Ionico               | +                           | Peter Bartl                 | Davide Codotto              |                             | Erika Barausse              | +                           | Sabine Shellander           | Laura Bartl                 |
| 2014.   | 13,5         | ? (17E)             | ? (3E)              | Branislav Sramek            | +                           | Peter Bartl                 | Davide Codotto              |                             | Lina Augaitis               | +                           | Manca Notar                 | Kimi Zupančič               |

Statistika (2019.)
|   | Veslač(ica)    | Pobjede | Top 3 |
| - | -------------- | ------- | ----- |
| M | Davide Ionico  | 2       | 3     |
| Ž | Susak Molinero | 2       | 2     |
|   |                |         |       |
| M | Peter Bartl    | 0       | 3     |
| Ž | Laura Bartl    | 1       | 3     |
| Ž | Manca Notar    | 0       | 3     |

## Vanjske poveznice
- EuroTour  Arhivirana inačica izvorne stranice od 27. studenoga 2020. (Wayback Machine)